# Мандрычино
Мандрычино (укр. Мандричине; до 2024 года — Першотравневое), посёлок,
Шаровский поселковый совет,
Богодуховский район,
Харьковская область.
Код КОАТУУ — 6320855703. Население по переписи 2001 г. составляет 319 (156/163 м/ж) человек.

## Географическое положение
Посёлок Першотравневое находится на безымянном притоке реки Мерчик.
На реке большая запруда.
Выше по течению село Марьино.
Ниже по течению — пгт Шаровка.
В 6-и км железнодорожная станция Марьино.

## История
- 1921 — дата основания.

## Происхождение названия
Село наименовано в честь праздника весны и труда Первомая, отмечаемого в различных странах 1 мая; в СССР он назывался Международным днём солидарности трудящихся.
На территории Украиской ССР имелись 50 населённых населённых пунктов с названием Першотравневое и 27 — с названием Первомайское, из которых до тридцати находились в 1930-х годах в тогдашней Харьковской области.

## Экономика
- В селе есть молочно-товарная ферма.